# 巴尔 (科雷兹省)
巴尔（法語：Bar，法語發音：[baʁ]）是法国科雷兹省的一个市镇，位于该省中部，属于蒂勒区。

## 地理
巴尔（45°20'43"N, 1°48'52"E）面积20.82 平方千米，位于法国新阿基坦大区科雷兹省，该省份为法国中南部省份，北起上维埃纳省和克勒兹省，西接多爾多涅省，南至洛特省，东临多姆山省和康塔爾省。
与巴尔接壤的市镇（或旧市镇、城区）包括：科雷兹河畔莱桑格勒、科雷兹、日梅勒莱卡斯卡德、纳沃、奥利亚克德巴尔、圣萨尔瓦杜、塞亚克。

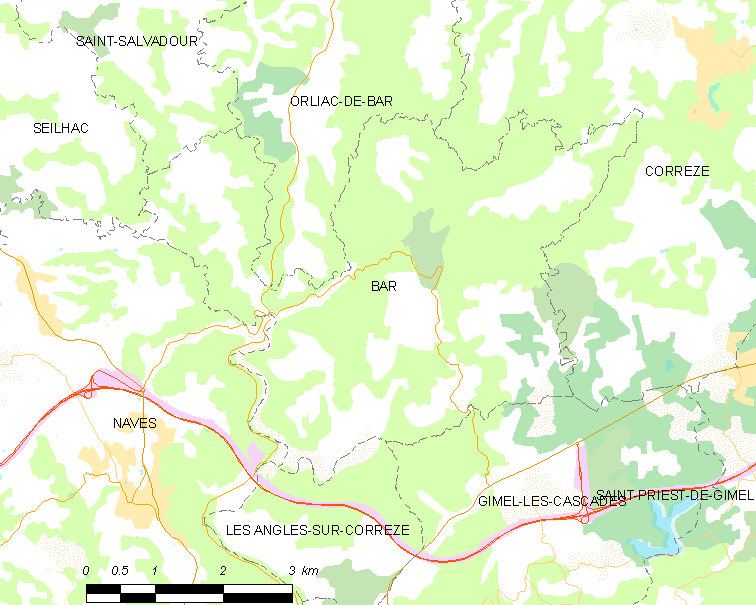
的OSM定位图

巴尔的时区为UTC+01:00、UTC+02:00（夏令时）。

## 行政
巴尔的邮政编码为19800，INSEE市镇编码为19016。

## 政治
巴尔所属的省级选区为纳沃县。

## 人口

1962-2008年间人口变化图示

巴尔于2022年1月1日时的人口数量为307人。